# زجاجة الدواء (فلم 1909)
زجاجة الدواء (بالإنجليزية: The Medicine Bottle) هو فيلم أبيض وأسود إثارة صامت أمريكي صدر عام 1909 من تأليف وإخراج دي دبليو غريفيث، وأنتجته شركة موتوسكوب آند بيوغراف الأمريكية في مدينة نيويورك، وبطولة فلورنس لورانس وأديل ديجارد وماريون ليونارد. عند إصداره في مارس 1909، تم توزيع الفيلم القصير على دور العرض على "بكرة مقسمة"، وهي بكرة عرض واحدة تستوعب أكثر من فيلم. شارك هذا الفيلم الدرامي بكرته مع فيلم قصير آخر من إنتاج بيوجراف أخرجه غريفيث الكوميدي جونز وجيرانه الجدد. تم الاحتفاظ بلفائف ورق الطباعة الأصلية لكلا الفيلمين، بالإضافة إلى نسخ احتياطية قابلة للعرض لهما، في مكتبة الكونجرس.

## طاقم العمل
- فلورنس لورانس بدور السيدة روس

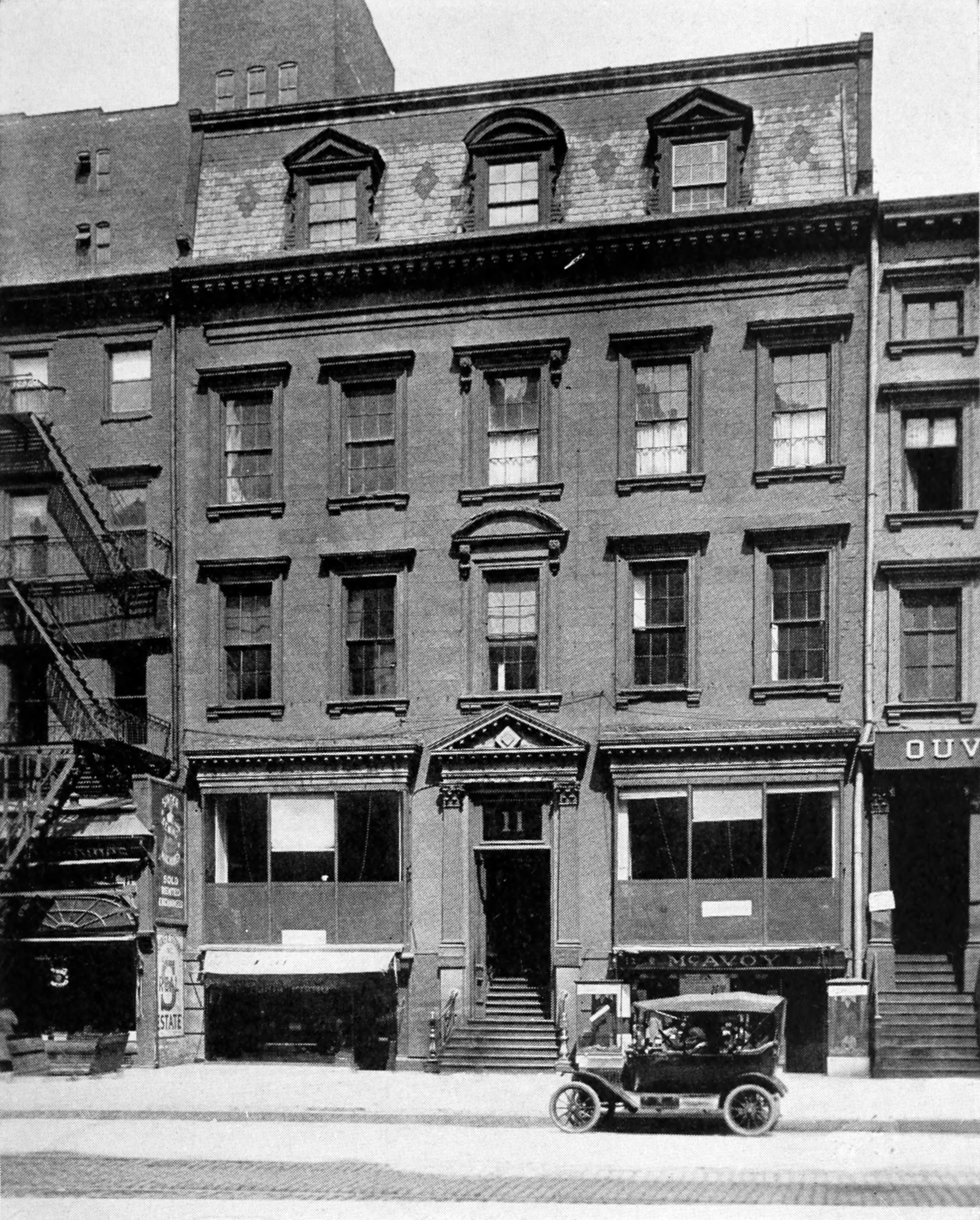
استوديو بيوغراف في مانهاتن، حيث تم تصوير فيلم زجاجة الدواء عام 1909

- أديل ديغارد بدور أليس، ابنة السيدة روس
- ماريون ليونارد بدور السيدة باركر
- ليندا أرفيدسون بدور عاملة الهاتف
- أنيتا هندري بدور ضيفة الحفلة
- دوروثي ويست بدور ضيفة الحفلة
- ديفيد مايلز بدور ضيف الحفلة
- هربرت يوست بدور ضيف الحفلة
- ماك سينيت بدور ضيف الحفلة ضيف
- جيني ماكفيرسون في دور غير معتمد (ربما عاملة هاتف)[ب]
- مين جونسون في دور غير معتمد (ربما عاملة هاتف أخرى)[ج]

## روابط خارجية
- زجاجة الدواء على فهرس معهد الفيلم الأمريكي
- زجاجة الدواء  في قاعدة بيانات الأفلام على الإنترنت (بالإنجليزية)